# シャンシュン王国
シャンシュン王国（シャンシュンおうこく、漢語：象雄王国，チベット文字：ཞང་ཞུང; ワイリー方式：zhang zhung; 蔵文拼音：xang xung, 紀元前 - 643年）は、西チベットのカイラス山麓一帯に存在した国。首都はキュンルン・ンゥルカ（チベット語: ཁྱུང་ལུང་དངུལ་མཁར khyung lung dngül mkhar）。

## 歴史
紀元前からあったと伝わる。カイラス山はヤルンツァンポ川及びインダス川の源流にあたり、チベット在来宗教ボン教の聖山でもある。『隋書』に記されている女国と考えられ、そこには山上の城に住まう女王の統べる戸数1万の国で、586年に隋に使者を送ったと書かれているが、確証はない。また『旧唐書』の東女国に比定する説もある。シャンシュン王国の最後の国王リ・ミヒャ（チベット語: ལིག་མྱི་རྐྱ lig myi rhya、中: 李迷夏）は吐蕃の王ソンツェン・ガンポにより暗殺され、643年に吐蕃に併合された。

## 言語
チベット・ビルマ語派のシャンシュン語が使われていた（シャンシュン語について詳しいことは分かっておらず、現在国立民族学博物館などで研究中である）。
シャンシュン語の表記に使われた文字体系のひとつであるマルチェン(ワイリー方式: smar chen)文字が、Unicode 9.0 に追加予定である。